# Eric Carmen
Eric Howard Carmen (Cleveland, Ohio, 1949. augusztus 11. – 2024. március 11. vagy előtte) amerikai énekes, dalszerző, gitáros és billentyűs. A 70-es és 80-as években volt aktív, először a Raspberries együttes énekeseként, majd szólóénekesként. Önálló előadóként szintén számos nagy sikerű dal fűződik a nevéhez.

## Pályafutása
Orosz zsidó szülők gyermeke, Clevelandben született és Lyndhurstben nőtt fel. Már gyermekkorában megismerkedett a zenével. 11 évesen már zongorázott, néhány év múlva pedig gitározni is megtanult. Az 1960-as évek végén Carmen, Wally Bryson, Jim Bonfanti és Dave Smalley megalapították a Raspberries nevű rock and roll együttest. "Go All the Way" című daluk több millió példányban kelt el. Az együttesnek öt nagylemeze jelent meg.
1975-ben a Raspberries feloszlott, Carmen pedig szólókarrierbe kezdett. 1975 és 1989 között számos nagy sikerű kislemeze jelent meg, többek között az "All by Myself" (ez volt az első dala, a dal több mint egymillió példányban kelt el), a "Never Gonna Fall in Love Again", a "She Did It", a "Hungry Eyes" (ez a dal a Dirty Dancing – Piszkos tánc című film betétdala volt) vagy a "Make Me Lose Control". Összesen tíz nagylemeze jelent meg szólókarrierje során, ezek közül a legelőkelőbb helyezést az Eric Carmen, Carmen első albuma érte el, amely az Egyesült Államok listáján a 21. helyig jutott. 
2004-ben ismét összeállt a Raspberries egy turné erejéig, amelyről koncertfelvétel is készült.
Carmennek két gyermeke van, Clayton és Kathryn. Feleségétől, Susan-től 2009-ben vált el.

## Halála
Carmen 2024. március 10-én hunyt el, 74 éves korában. Halála okát nem hozták nyilvánosságra.

## Diszkográfia

### Stúdióalbumok (Raspberries)
- Raspberries (1972) US #51
- Fresh Raspberries (1972) US #36
- Side 3 (1973) US #128
- Starting Over (1974) US #143
- Raspberries' Best Featuring Eric Carmen (1976) US #138
- Live on Sunset Strip (2007)

### Szóló stúdióalbumok
- Eric Carmen (1975) US #21
- Boats Against the Current (1977) US #45
- Change of Heart (1978) US #137
- Tonight You're Mine (1980) US #160
- Eric Carmen (1984) US #128
- The Best of Eric Carmen (1988) US #59
- Definitive Collection (1997)
- All By Myself – The Best Of Eric Carmen (1999)
- I Was Born to Love You (2000) (Japánban Winter Dreams címmel jelent meg)
- The Essential Eric Carmen (2014)

### Kislemelezek (szólókarrier)
- "All by Myself" (1975)
- "Never Gonna Fall in Love Again" (1976)
- "Sunrise" (1976)
- "That's Rock and Roll" (1976)
- "She Did It" (1977)
- "Boats Against the Current" (1977)
- "Marathon Man" (1977)
- "Change of Heart" (1978)
- "Haven't We Come a Long Way" (1978)
- "End of the World" (1978)
- "It Hurts Too Much" (1980)
- "All for Love" (1980)
- "Foolin' Myself" (1980)
- "I Wanna Hear It from Your Lips" (1984)
- "I'm Through with Love" (1984)
- "The Way We Used to Be" (1984)
- "The Rock Stops Here" (1986)
- "Hungry Eyes" (1987)
- "Make Me Lose Control" (1988)
- "Reason to Try" (1989)
- "My Heart Stops" (1991)
- "Brand New Year" (2013)

## Fordítás
- Ez a szócikk részben vagy egészben  az   Eric Carmen című angol Wikipédia-szócikk ezen változatának fordításán alapul.  Az eredeti cikk szerkesztőit annak laptörténete sorolja fel. Ez a jelzés csupán a megfogalmazás eredetét és a szerzői jogokat jelzi, nem szolgál a cikkben szereplő információk forrásmegjelöléseként.